# Wehrmauer

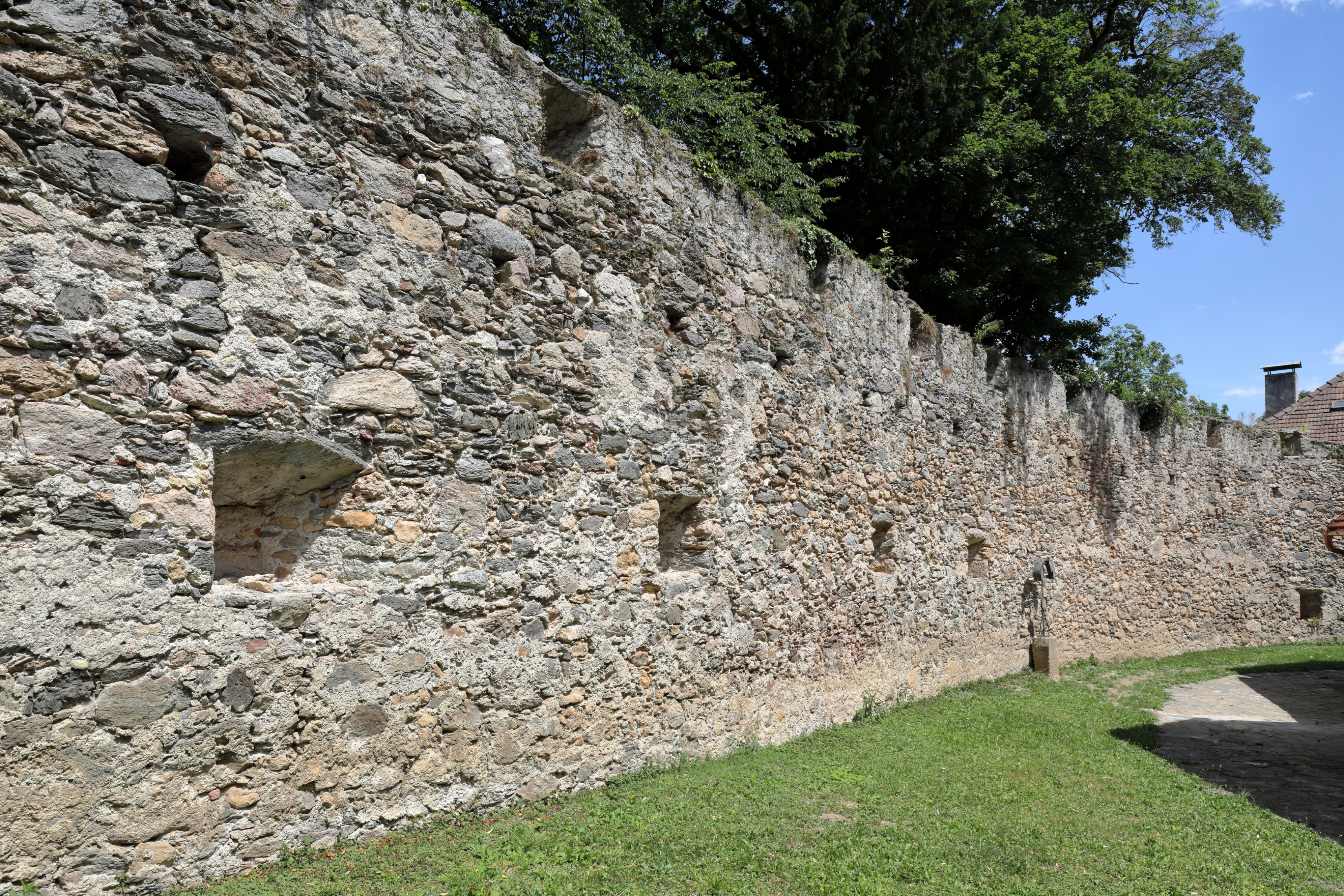
Mittelalterliche Wehrmauer des Kirchhofs in Pottschach

Wehrmauer ist ein Sammelbegriff für verschiedene Typen von Mauern, die bei befestigten Anlagen wie Stadtbefestigungen, Festungen und Burgen Verteidigungszwecken dienen.

## Typen von Wehrmauern
- Ringmauer (auch Bering genannt)
- Zwingermauer
- Schildmauer
- Mantelmauer

Zur Ausmauerung des Wehrgrabens:
- Eskarpemauer oder Escarpemauer (auch innere Mauer oder innere Grabenfuttermauer genannt)
- Kontreeskarpemauer oder Contreescarpemauer (auch äußere Mauer oder äußere Grabenfuttermauer genannt)
- Bermenmauer oder Grabenzwingermauer

## Baumaterial
Das Material, aus dem das Mauerwerk erbaut wurde, richtete sich meist nach dem natürlichen Vorkommen geeigneter Steine. So war in der Region des Mittelrheins Basalt ein beliebter Baustoff, während im heutigen Ruhrgebiet gerne Sandstein verwendet wurde. In den steinarmen Gegenden Norddeutschlands setzte sich wiederum der Backstein durch. Darüber hinaus unterscheiden sich Wehrmauern auch in der Form des verwendeten Steins. Feld- und Bruchsteine gab es als preiswertes Baumaterial beinahe überall. Behauene Quader oder gar Buckelquader konnten sich hingegen nur reichere Bauherren leisten.

## Geschichte
Die älteste literarische Erwähnung einer Wehrmauer findet sich im sumerischen Gilgamesch-Epos (ca. 24. Jahrhundert v. Chr.). Gilgamesch, König der Stadt Uruk, zwang die Einwohner, eine Stadtmauer zu erbauen.